# Ezequiel Farfaro
Ezequiel Farfaro, född 1977 i Argentina,  är en argentinsk tangodansare. Han studerade sång, teater, akrobatik och tango vid Escuela Nacional de Arte Dramatico i Buenos Aires. År 2000 tog den legendariska tangodansaren Milena Plebs honom under sina vingar och de uppträdde tillsammans under några år. De dansade tillsammans i filmen Assassination Tango och i dokumentären Milena baila el tango con Ezequiel Farfaro. Ezequiel Farfaro har turnerat internationellt och även dansat med Lucia Mazer, Yamila Ivonne, Eugenia Parrilla och Gilda Stilbäck.